# Rossana Martini
Rossana Martini (Empoli, 10 settembre 1926 – Trieste, 2 febbraio 1988) è stata un'attrice italiana, eletta Miss Italia 1946.

## Biografia
Dopo aver conquistato il primo titolo di Miss Italia a Stresa, dopo un testa a testa con Silvana Pampanini che suscitò notevoli polemiche, nel 1948 esordì nel cinema in I contrabbandieri del mare, diretto da Roberto Bianchi Montero.
Seguirono altre partecipazioni in film di scarso rilievo, ad eccezione di Le bellissime gambe di Sabrina, del 1958, diretto da Camillo Mastrocinque, in cui diede vita a un personaggio di rilievo, dimostrando buone doti d'attrice. Si sposò con l'attore Nino Crisman.

## Filmografia
- I contrabbandieri del mare, regia di Roberto Bianchi Montero (1948)
- Se fossi deputato, regia di Giorgio Simonelli (1949)
- I sette nani alla riscossa, regia di Paolo William Tamburella (1951)
- Ai margini della metropoli, regia di Carlo Lizzani (1953)
- La stella dell'India, regia di Edoardo Anton (1954)
- Il maestro di Don Giovanni, regia di Vittorio Vassarotti (1954)
- Le bellissime gambe di Sabrina, regia di Camillo Mastrocinque (1958)
- Brevi amori a Palma di Majorca, regia di Giorgio Bianchi (1959)
- Il carro armato dell'8 settembre, regia di Gianni Puccini (1960)
- La vita agra, regia di Carlo Lizzani (1964)
- Thrilling, regia di Carlo Lizzani (1965)
- Requiescant, regia di Carlo Lizzani (1966)
- El Greco, regia di Luciano Salce (1966)
- Don Giovanni in Sicilia, regia di Alberto Lattuada (1967)
- Barbagia (La società del malessere), regia di Carlo Lizzani (1969)

## Doppiatrici italiane
- Micaela Giustiniani in Se fossi deputato
- Dhia Cristiani in Ai margini della metropoli
- Maria Pia Di Meo in Le bellissime gambe di Sabrina
- Lydia Simoneschi in Brevi amori a Palma di Majorca